# Pieter Hendrik Taets van Amerongen tot Natewisch
Pieter Hendrik baron Taets van Amerongen tot Natewisch (Overlangbroek, 23 oktober 1803 – Leiden, 22 februari 1873) was een Nederlands politicus.

## Familie
Taets werd geboren als zoon van G.L.M. Taets van Amerongen tot Natewisch (1762-1807), heer van Natewisch, onder andere hoogheemraad Lekdijk Bovendams, en M.C. Lambrechts (1777-1841). Hij trouwde 1e in 1831 met J.T.W. Cuneaus (1809-1845), uit welk huwelijk drie kinderen geboren werden. Hij trouwde 2e in 1847 met I.F. Gevers Leuven (1812-1876), uit welk huwelijk zes kinderen werden geboren.
Hij was de broer van Eerste- en Tweede Kamerlid Joost Taets van Amerongen tot Natewisch.

## Loopbaan
Taets van Amerongen tot Natewisch was een conservatief Tweede Kamerlid voor het district Leiden na ook korte tijd Eerste Kamerlid te zijn geweest. Hij sprak tijdens zijn langdurige Kamerlidmaatschap slechts enkele malen, vooral over militaire zaken en landbouw en visserij. Hij was een typische vertegenwoordiger van de gegoede landadel, die dankzij steun van de protestanten uit de omgeving van Leiden in de Kamer werd gekozen.
- Biografisch Portaal: 63429486
- Parlement.com: vg09lla0f1ug